# ماتياس جوزيف أنكر
ماتياس جوزيف أنكر (بالألمانية: Matthias Joseph Anker)‏ هو جيولوجي نمساوي، ولد في 6 مايو 1771 في غراتس في النمسا، وتوفي بنفس المكان في 3 أبريل 1843.